# Distretto di Wuda
Il distretto di Wuda (乌达区S, Wūdá QūP) è un distretto della Cina, appartenente alla regione autonoma della Mongolia Interna e amministrato dalla prefettura di Wuhai.